# A Mulher Polícia
A Mulher Polícia és una pel·lícula dramàtica independent portuguesa dirigida pel director de cinema de Joaquim Sapinho, produïda a Rosa Filmes, que es va estrenar l'any 2003 al Festival Internacional de Cinema de Berlín.

## Argument
La pel·lícula narra la història d'una mare i un fill de l'interior de Portugal que fugen a Lisboa per evitar ser separats per les institucions de l'estat que volen allunyar el nen de la mare.

## Repartiment
- Amélia Corôa com Tânia
- Luduvic Vieira com Rato
- Maria Silva com Liliana
- Vítor Norte com el camioner
- Ana Nave com la dona policia

## Producció
Va ser rodada a Sabugal i als voltants de Portugal, el lloc de naixement de Sapinho mentre estava en procés d'edició del seu llargmetratge documental Diários da Bósnia, que es va rodar un parell d'anys abans a Bòsnia durant les Guerres Iugoslaves. Diários da Bósnia es va estrenar el 2005. Les dues pel·lícules van ser postproduïdes simultàniament, influenciant-se mútuament tant en estil com en temàtica. La foscor, el realisme i la duresa de A Mulher Polícia es fan clarament ressò de la Guerra de Bòsnia viscuda per Sapinho. Aquella experiència de guerra provocaria un gran canvi en la seva visió del món, que el va portar durant el rodatge a descobrir a Portugal coses que pensava que només havien passat a Bòsnia com a conseqüència de la guerra. Li va fer adonar-se que, al cap i a la fi, també passaven a la seva ciutat natal com a conseqüència de les transformacions econòmiques imposades pel capitalisme a través de la Unió Europea.

## Recepció
A més de l'estrena l'any 2003, al 53è Festival Internacional de Cinema de Berlín, A Muller Policía va formar part de la selecció oficial de nombrosos festivals de cinema, com el Festival de Cinema d'Edimburg o el Festival Internacional de Cinema de Busan. Al Festival de Cinema Europeu de Lecce va rebre el premi a la millor pel·lícula i millor fotografia.